# Movimiento Aguileño Socialdemócrata
MASd, o Movimiento Aguileño Socialdemócrata, es un partido político de ámbito local del municipio de Águilas en la Región de Murcia, España. Creado en 2007 por el exsecretario general de la Agrupación Socialista Aguileña, Pedro Gil, tras ser expulsado del PSRM-PSOE. En las elecciones municipales de 2007 tuvo 3 concejales (los mismos que en la anterior legislatura tenía el M.I.R.A.) de los 21 que tiene el consistorio y por el reparto de ediles que hay actualmente, son los que dieron la llave a la alcaldía de Águilas hasta 2011. En las elecciones municipales de 2011 sólo obtuvo un concejal.
- Datos: Q5988199